# دهستان کشکسرای
دهستان کشکسرای یکی از دهستان‌های استان آذربایجان شرقی است که در بخش کشکسرای شهرستان مرند واقع شده‌است.